# سرحان زينجين
سرحان زينجين (بالألمانية: Serhan Zengin)‏ هو لاعب كرة قدم ألماني في مركز الوسط، ولد في 11 أبريل 1990 في مدينة بريمن في ألمانيا. لعب مع فيردر بريمن.

## وصلات خارجية
- سرحان زينجين على موقع قاعدة بيانات كرة القدم.إي يو (الإنجليزية)
- سرحان زينجين على موقع بيانات كرة القدم. دي إي (الألمانية)
- سرحان زينجين على موقع عالم كرة القدم.نت (الإنجليزية)